# Gellenkirche (Luchte)

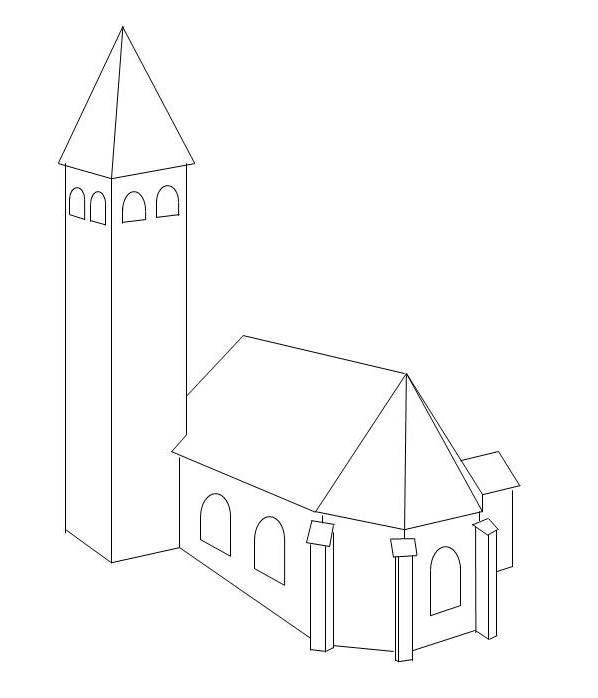
Rekonstruktion der Gellenkirche (Luchte)

Die Gellenkirche oder Luchte ist eine ehemalige, zum Zisterzienserkloster auf Hiddensee gehörende, Kirche mit Leuchtfeuer. Die Bezeichnung Luchte ist zudem der Name einer sehr wahrscheinlich nahe der Kirche existierenden nun aber eingegangenen Siedlung.

## Lage und Beschreibung

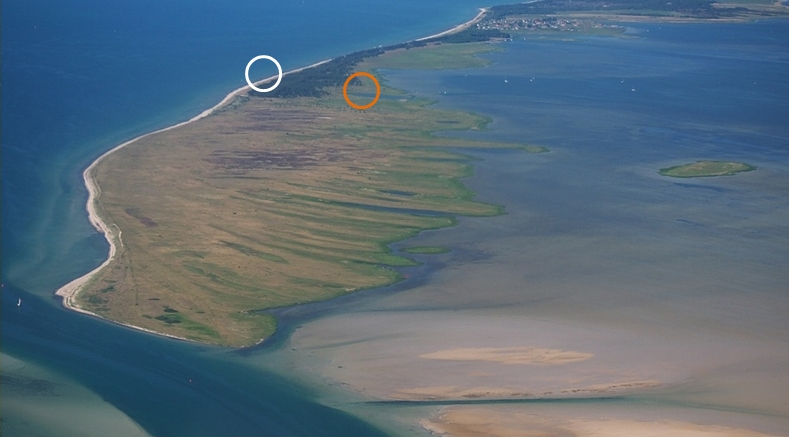
Luftbild des Gellens: Standort der Gellenkirche (weißer Kreis), Karkensee (oranger Kreis)

Die Gellenkirche liegt im Süden der Insel Hiddensee auf der Halbinsel Gellen. Aufgrund küstendynamischer Ablandungsprozesse befinden sich die Reste der Kirchenfundamente heute, unweit der westlichen Wasserkante des Gellens, in der Ostsee.

## Geschichte
Ob vor dem Bau der Gellenkirche eine besondere Kapelle oder Kirche auf dem südlichen Teil der Insel Hiddensee bestanden hat, ist zweifelhaft. Der Bau der Gellenkirche auf dem Gellen erfolgte etwa zeitgleich mit dem Bau des „Kloster zum Heiligen Nikolaus“ im Jahre 1296 auf Hiddensee. Ob die Kirche, ebenso wie das Kloster, ein Patronat des Nikolaus war und damit vielleicht den Namen Nikolaikirche trug, ist wahrscheinlich, auch wenn dies nicht ausdrücklich bewiesen ist. Während für den Bau des Klosters ein Ort im Norden am Fuße des Dornbusches gewählt wurde, entstand die Gellenkirche am damaligen Südende der Insel. Die Insel Hiddensee gehörte vor dem Bau der Gellenkirche zum Kirchspiel Schaprode. 1302 wird der Kirchenbau vollendet. Entgegen den Angewohnheiten der eher weltabgewandten Zisterzienser übernahm ein Mönch des Klosters selbst die Seelsorge der Gellenkirche. 1304 wurde die Kirche in einer Urkunde als capella monachorum (Mönchskapelle) bezeichnet. Bischof Olav von Roskilde, dem seit der Eroberung Rügens 1168 durch die Dänen, Hiddensee in kirchlicher Hinsicht unterstellt war, erteilte 1306 die Erlaubnis in der Gellenkirche einen Taufstein zu errichten. Der zur Seelsorge bestellte Mönch des Klosters wurde 1311 weiter ermächtigt, Seeleuten und anderen Ankömmlingen in der Gellenkirche die Sakramente zu spenden. 1306 schloss das Kloster einen Vertrag mit der Stadt Stralsund über die Errichtung eines Leuchtturmes, genannt Luchte, bei der Gellenkirche. Die Stadt verpflichtete sich darin, den Bau und die Instandhaltung des Leuchtturmes zu unterhalten. Das Kloster wiederum verpflichtete sich eine Wache zu stellen sowie für die Beleuchtung vom 8. September (Maria Geburt) zum 1. Mai (Walpurgis) Sorge zu tragen. Die Arbeiten am Leuchtturm wie auch am zugehörigen Bollwerk erwiesen sich schwieriger und kostspieliger als erwartet. Die Fertigstellung des Leuchtfeuers könnte sich anhand gegebener Widrigkeiten noch bis 1346 hingezogen haben. In diesem Jahre wurden auf einer Ausgabenrolle der Stadt Stralsund Kosten vermerkt, die sich auf die erstmalige Einrichtung des Leuchtfeuers beziehen. Mit dem Bau einer weiteren Kapelle vor den Toren des nördlich gelegenen Klosters wurde 1332 der Taufstein in diese neue Kapelle verlegt. Der Bischof von Roskilde sagte 1351 allen denjenigen, welche die Hiddenseer Nikolaikirche andachtshalber besuchen, einen 40-tägigen Ablass zu. 1386 bestimmte der Bischof Nikolaus von Roskilde, dass die Kapelle vor dem Klostertore die Seelsorge der Pfarrerei ausüben soll und die Kapelle auf dem Gellen, Schiffern und den aus fremden Landen, die nach der Kapelle kommenden die Messe lesen und die Sakramente erteilen soll. Damit übernahm die Gellenkirche die Funktion einer Kaufmannskirche. 1468 wurden Luchte wie Gellenkirche dann in einem Brief des Abtes über Auseinandersetzungen von Gerichtsbarkeit und Strandrecht an die Bürgermeister und Ratmannen Stralsunds letztmals genannt.
Im Zusammenhang mit der Gellenkirche wurde wiederholt die Frage einer ehemals in der Umgebung der Kapelle bestehenden Ortschaft aufgeworfen. Urkundliche Erwähnungen über einen solchen Ort sind nicht bekannt. Da die Mönche mit der Seelsorge für vorbeifahrende Schiffer und Kaufleute beauftragt wurden, ist die damalige Existenz zumindest eines Anlandeplatzes in der Nähe der Gellenkirche sehr wahrscheinlich. Tatsächlich werden 1306 der Bau eines „Bollwerkes“ (Balkenwerk i. S. v. Befestigung, Schutzanlage oder Hafen), sowie 1322 ein „Hafen“ auf dem Gellen selbst genannt, was die Existenz einer Siedlung möglich erscheinen lässt. Die Unterhaltung eines Hafens wird zudem ohne eine Ansiedlung kaum denkbar sein. 1306 erteilte Bischof Olav von Roskilde dem Kloster die Erlaubnis ein Elendenhaus zu errichten. Die Lage dieses Hauses ist unbekannt. Aufgrund des regen Schiffsverkehrs am Südteil der Insel könnte dieses Hospital nahe der Gellenkirche entstanden sein. Dies konnte jedoch bisher nicht bewiesen werden. Bei Sturmfluten in den Jahren 1903, 1904 und 1914 wurden wiederholt menschliche Skelette an der Nord- sowie Südseite des Kirchenfundamentes freigespült. Diese Begebenheiten weisen auf die ehemalige Anlage eines Friedhofes an der Gellenkirche hin und geben weiter einen Hinweis auf die Existenz einer Ansiedlung. 1966 wurde 200 Meter nördlich der Kirche, am Strand, ein Sodbrunnen mit spätmittelalterlicher blaugrauer Keramik entdeckt, welcher mit der Ansiedlung in Verbindung stehen dürfte. Als Brunnenwand hatte man ein altes Fass verwendet. In der zweiten Hälfte des 20. Jahrhunderts wurden aus dem Strandareal wiederholt Steinzeug-Gefäßböden und 300 Meter südlich der Gellenkirche im flachen Wasser bronzene Kugelbodengrappen des 14./15. Jahrhunderts geborgen. Die Funde könnten von der Gellensiedlung stammen oder lediglich Strandgut eines gesunkenen oder einst vorbeigefahrenen Schiffes darstellen. Auch ein Dreilagenkamm, wahrscheinlich aus dem 11./12. Jahrhundert, wurde in der Nähe der Gellenkirche aufgelesen. Bei diesem Fund könnte es sich ebenfalls um Strandgut handeln. Andererseits könnte er darauf hindeuten, dass die Ansiedlung beziehungsweise der Hafen oder Anlegestelle am Gellen eine wesentlich ältere Geschichte aufweisen.
Der Hafen und die Luchte sowie Gellenkirche standen sehr wahrscheinlich in baulicher Hinsicht in einer organischen Einheit an der Einfahrt zu Stralsund zwischen dem Gellen und Barhöft. Der Bau einer Pfarrkirche am Südende des Gellen, fernab des eigentlichen Klosters, erfolgte voraussichtlich aufgrund mehrerer vorhandener Gegebenheiten, welche wiederum die Existenz eines Ortes oder zumindest einer Ansiedlung bestärken. Die Einfahrt in den Sund zum Stralsunder Hafen führte im Mittelalter hauptsächlich über die Durchfahrt zwischen dem Gellen und Rügen., 1254 wird dabei die Einfahrt am Gellen als portu Gellende genannt. Das Fahrwasser war jedoch eng und voll Untiefen womit es schon im Mittelalter für größere Schiffe zu flach war. So nennt eine Stralsunder Chronik aus dem 14. Jahrhundert jeweils Reeden vor dem Gellen und dem Dornbursch. Ein Landeplatz an der Südspitze der Insel biete daher einem verkehrsgeographisch stark frequentierten Knotenpunkt für, in den Sund ein- bzw. vorbeifahrende Schiffe, an welchem der Austausch von Waren für Stralsund, Hiddensee und Rügen stattfand. Auch die Tatsache des Kirchenbaus, abseits der damals existierenden Dörfer, kann nur darin begründet sein, dass sie von vornherein als Wegekapelle für die auf dem Seeweg nach Stralsund Vorbereisenden gedacht war.

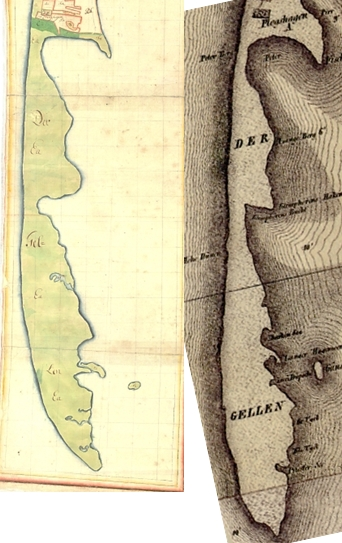
Der Gellen auf Hiddensee (von links) 1695 – 1709 schwedische Matrikelkarte, 1829 von Hagenow.

Im Jahr 1468 enden die Nachrichten über die Kirche auf dem Gellen. Jedoch geben zeitgenössische Karten Hinweise über die folgenden Jahre ihres möglichen Bestehens. Unmittelbar vor der Säkularisation des Klosters 1536 ist die Luchte auf einer Karte von 1532 anhand der Signatur als Sakralbau mit Turm und der Bezeichnung De lucht verzeichnet. Auf einer Karte aus dem Jahr 1584 stellt die Signatur eine Bake namentlich mit Pyreum de leuchte dar. Auch auf zwei weiteren Karten von 1595 und 1597 ist ein Turm bzw. eine Turm oder Ortsignatur mit Bezeichnung die Leuchte verzeichnet. 1608 wird auf Lubins Karte neben den existierenden Ortschaften auf Hiddensee schließlich eine Ortschaft mit Namen Luchte verzeichnet. Die Existenz eines Leuchtfeuers wird auf Lubins Karte nicht gesondert durch eine Signatur gekennzeichnet, wie es z. B. für das nördlich gelegene Kloster getan wurde. Die Bezeichnung des Leuchtturmes scheint auf die vorhandene Ortschaft übertragen worden zu sein.
Auf den schwedischen Matrikelkarten von 1695 – 1709 ist weder der Ort Luchte noch eine Bake oder ähnliches Seezeichen verzeichnet. Anhand des Erscheinungsbildes des Gellens auf der Karte Lubins im Vergleich zur schwedischen Matrikelkarte hat sich das Küstenbild im 17. Jahrhundert erheblich verändert. Während der Gellen auf Lubins Karte einen runden Abschluss besitzt und der Ort Luchte am südlichen Ende Hiddensees verzeichnet ist, reicht das Ende der Halbinsel, ähnlich dem heutigen Erscheinungsbild, auf der Matrikelkarte ungefähr 3 Kilometer weiter südlich. Zwei holländische Karten verzeichnen im Gegensatz zur schwedischen Matrikelkarte bis in die Mitte des 18. Jahrhunderts weiterhin den Ort Luchte. Auf der südlich des Ortes eingezeichneten weitläufigen Untiefe, die den Namen Gallen trägt, sind zwei Baken entlang des Fahrwassers verzeichnet. Wackenroder nennt 1732 alle damals auf Hiddensee vorhandenen Ansiedlungen und bemerkt, dass vom ehemaligen Ort Luchte zu dieser Zeit nichts mehr vorhanden ist. Übereinstimmend mit dieser Aussage wird auf einer preußischen Karte von 1761 ebenfalls die Signatur einer Bake mit Namen die Luchte am Südende Hiddensees abgebildet. Auf halbem Weg zum nördlich gelegenen Plogshagen wird eine Ortschaft verzeichnet, für welche kein Namen dokumentiert ist und auf die wüst gewordene Ansiedlung Luchte hinweisen könnte. Auf Hagenows Special Karte von 1829 wird südlich von Plogshagen keine Ortschaft mehr verzeichnet.
Da die Luchte entgegen den Signaturen des 16. Jahrhunderts auf der Karte Lubins und späteren nicht mehr gesondert hervorgehoben wird, ist es unsicher inwieweit die Luchte, mit der Säkularisierung des Klosters 1536 eingegangen ist oder gegebenenfalls bis zum Ende des 16. Jahrhunderts weiter betrieben wurde. Hingegen ist die Meinung von einer Zerstörung der Luchte im Dreißigjährigen Krieg, und damit bis zu einem Jahrhundert später, nicht zu belegen. Die Fragen über die Existenz einer Siedlung in unmittelbarer Umgebung der Kirche mit Leuchtfeuer, sowie nach deren Verschwinden, scheinen die Karten des 17./18. Jahrhunderts hingegen teilweise in der Annahme zu unterstützen. Aufgrund eines etwas geringeren Ostseepegels, während der „kleinen Eiszeit“ vom 14. bis zum 17. Jahrhundert, dürften die Küstenprozesse erheblich minimiert worden sein. Jedoch werden ab dem 14. Jahrhundert einsetzende höhere Sturmflutaktivitäten in der südlichen Ostsee die Tiefenverhältnisse im Gellenstrom zunehmend verschlechtert haben. Mit dem Ende des Mittelalters setzen nun verstärkt Verlandungen südlich des Gellens ein, welche auf den schwedischen Matrikelkarten 1692 – 1709 im Vergleich zu Lubin 1618 besonders stark zu erkennen sind. Zu Beginn des 18. Jahrhunderts konnten so zumindest noch bei Hochwasser Schiffe, mit einem Tiefgang von 18 Fuß, die Durchfahrt am Gellen passieren. Ein Jahrhundert später berichtet Grümbke, dass das Fahrwasser am Gellen vormals für größere Lastschiffe fahrbar, nun jedoch schon sehr versandet war. Anhand der damit einhergehenden Ausbildung der Halbinsel wurde der Ort samt Hafen zunehmend schwerer erreichbar und dadurch unbedeutend für den Seehandel im Sund, bis er schließlich spätestens am Anfang des 18. Jahrhunderts verlassen und wüst wurde.
Aus den Karten desselben Jahrhunderts ist zu entnehmen, dass nun Baken südlich der ehemaligen Ortschaft die Funktion des Seezeichens der ehemaligen Luchte übernommen hatten. Die genannten geomorphologische Küstenprozesse, in Form eines Anlandungsprozesses südlich des Gellens, wie eines östlichen Ablandungsdrifts am Strand, haben über die Jahrhunderte dazu geführt, dass sich das ehemalige Areal der Kirche und des Leuchtturmes, heute im westlichen Uferbereich des Gellens unter Wasser befinden. Im Bereich der Gellenkirche wurde ein Landverlust von 1695 bis 1953 von circa 78 Meter ermittelt. Dieser Landverlust beschleunigte sich dabei wesentlich innerhalb des letzten Jahrhunderts. Karl Ebbinghaus vermutet, dass sich die Reste der Ansiedlung sowie des Hafens im Bereich der Kirchenfundamente unter dem Meeresboden befinden.

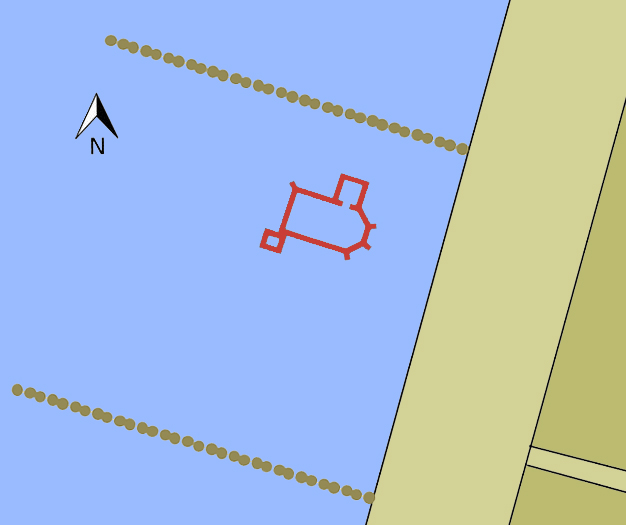
Lagezeichnung des heutigen Standortes der Gellenkirche (nahe der nördlichen Buhne) am 2. südlichen Dünenzugang (im Bild rechts unten) auf dem Gellen.
Grundriss der Gellenkirche in Detail (von unten links nach oben rechts) Luchte, Chor und Sakristei.

Aufgrund der bereits im Mittelalter vorherrschenden Strömungsverhältnisse entlang der Westküste, und der damit verbundenen An- und Ablandungen, ist es jedoch wahrscheinlicher, dass sich die Reste der Siedlung wie des Hafens östlich der Kirchenruine unter dem Sand des heutigen Gellens befinden. Auch heute noch liegen alle Hafenanlagen der Insel in Richtung des geschützten Boddengewässers. So könnte der östlich der ehemaligen Gellenkirche gelegene Karkensee (Kirchensee) auf den ehemaligen Standort des Hafens einen Hinweis geben. Ende des 19. Jahrhunderts befanden sich die Reste der Kirche noch landseitig auf der Insel. Um 1870 waren in deren Mauerstümpfen kurz über dem Erdboden Nischen deutlich erkennbar. Das vorhandene Baumaterial wurde jedoch für Hausbauten in Neuendorf und Plogshagen abgetragen. Die ersten Vermessungen am Kirchenfundament erfolgten durch den hiddenseer Pastor Gustavs im Jahr 1914. Damals befanden sich die Reste der Ruine bereits auf der Strandpartie des westlichen Gellens. In den Jahren 1962/63 wurde eine weitere umfangreiche Vermessungsarbeit durch Mitarbeiter der E.-M.-Arndt Universität Greifswald durchgeführt. Aufgrund fortwährender Küstenprozesse befanden sich die Fundamente, des gesamten Gebäudes, nun vollständig im Wasser des Uferbereichs. Die Untersuchung kam zu dem Ergebnis, dass es sich bei dem Gebäude um eine dreischiffige quadratische Kirche gehandelt hat, deren Innenmaße circa 11,5 × 11,5 Meter betrugen. Am Südwestende des Fundamentes befand sich der Turm der ehemaligen Luchte mit circa 4 × 4 Metern. Über das Erscheinungsbild und die Funktionsweise fehlt, abgesehen vom Fundament, jede Angabe. Jedoch weist die oben bereits genannte Karte von 1532 im Erscheinungsbild der dargestellten Kirchen(-türme) einen Detailgrad auf, der bei der Luchte auf ein Spitzdach schließen lässt. Bei den um 1870 genannten Nischen handelte es wahrscheinlich um die ehemaligen Fensternischen zwischen den Grundpfeilern. Im Osten schloss das Gebäude mit einem 3 seitigen Chor ab. Nordöstlich befand sich eine Sakristei. Die Südseite der Kirche war sehr wahrscheinlich als Schutz gegen die Witterungsverhältnisse und die See durch Feldsteine verstärkt worden. Somit stand die Gellenkirche mit der später hinzugefügten Luchte in einem baulichen und funktionalen Verbund.

## Trivia
- 2015 wurde in Neuendorf die Gellenkirche in Form eines Kletter-Holzhauses für Kinder wieder errichtet.[44]
- Im Jahr 2018 veranstaltete das Bauhaus Weimar "Gellenkirche Hiddensee – Ein musischer Erlebnisort in Erinnerung an die Gellenkirche" an drei verschiedenen Orten auf der Insel (Pfarrgarten in Kloster, am Strand der ehemaligen Gellenkirche und dem Gemeindehaus in Neuendorf).[45][46]
- In der Hansa-Serie der Zeitschrift Mosaik (Nr. 529, Januar 2020) begeben sich die Abrafaxe zur Gellenkirche.[47][48]